# Château de Granyena
Le château de Granyena est une forteresse de l'ordre du Temple située sur l'actuelle commune de Granyena de Segarra (Lérida, Catalogne), en Espagne.

## Histoire
Cette forteresse a été donnée aux templiers par Raimond-Bérenger III, comte-marquis de Barcelone et de Provence, en 1131, dans le contexte de la Reconquista. C'est en raison de sa réception dans l'ordre que cette donation est faite, et avec l'accord de son fils, Raimond-Bérenger IV.